# Zappa confluentus
Zappa confluentus és una espècie de peix de la família dels gòbids i de l'ordre dels perciformes anomenat així com a homenatge al músic Frank Zappa.

## Morfologia
- Els mascles poden assolir 4,4 cm de longitud total.[4][5]

## Hàbitat
És un peix de clima tropical i demersal.

## Distribució geogràfica
Es troba a Oceania: rius Fly, Ramu i Bintuni a Nova Guinea.

## Observacions
És inofensiu per als humans.